# Pi del Taure
Pi del Taure (π Tauri) és un estel a la constel·lació del Taure de magnitud aparent +4,69. S'hi troba a una distància aproximada de 455 anys llum respecte al Sistema Solar.
Pi del Taure és una gegant groga de tipus espectral G7IIIa amb una temperatura efectiva de 5.011 K. Encara que semblant a unes altres gegants com Capella A (α Aurigae), Vindemiatrix (ε Virginis) o ο Tauri —aquesta última també en Taure—, emet major quantitat de radiació que moltes d'elles; així, és 4 vegades més lluminosa que Capella A o Vindemiatrix, i 324 vegades més lluminosa que el Sol.
Pi del Taure té un radi 30 vegades més gran que el radi solar, valor obtingut a partir de la mesura directa del seu diàmetre angular —1,55 mil·lisegons d'arc. Igual que altres gegants, gira sobre si mateixa lentament, sent la seva velocitat de rotació projectada de 4,96 km/s. La seua metal·licitat és comparable a la solar ([Fe/H] = -0,08). Posseeix una massa gairebé 4 vegades major que la massa solar i la seva edat s'estima en només 170 milions d'anys.